# Józefów-Wiktorów
Józefów-Wiktorów est une localité polonaise de la gmina de Warta, située dans le powiat de Sieradz en voïvodie de Łódź.